# 二階堂夢のキュンです!
『二階堂夢のキュンです!』（にかいどうゆめのきゅんです　英題：Yume Kyunǃ）は、エンタ!959で放送されるトーク番組。

## 番組概要
二階堂夢をホストに迎えた冠トーク番組。前身番組である『二階堂夢×白坂有以 公開トークショー』が2020年12月16日、CS・エンタ!959で放送。
好評を受け2021年2月24日には『二階堂夢がエンタで何か始めるってよ!』をYouTube/エンタちゃんで配信し、二階堂夢による冠番組開始を予告した。
第1回は2021年4月17日初回放送分では諸般の事情でラテ欄や番組表配信では『二階堂夢のゆるラジ』として放送されたが、番組内で発表されたタイトルロゴなどは『二階堂夢のキュンです!』となっており、第2回以降は修正される予定（公式サイトでも「※正式タイトルは「二階堂夢のキュンです！」略して「夢キュン」になりました。」と注釈が記載されている）。また第1回は2021年4月18日にvimeoにて特典付き有料配信されている。2021年5月19日、改めて『二階堂夢のキュンです!』 #1として第2回が放送された。
トーク部分の収録場所は秋葉原Pigooスタジオ。同年10月16日に最終回を迎えた。
2021年12月10日よりU-NEXTにて全5回に再編集され配信開始。

## 出演者
- 二階堂夢[1]

## おもなコーナー
二階堂夢が視聴者をキュンとさせる企画にチャレンジ！
毎回二階堂夢がスポーツなどの企画に挑戦する。
リピートアフターミー
きっと役立つ英会話レッスンコーナー。

## 放送リスト
| 放送回 | 初回放送日     | おもな内容                | ゲスト | 備考                                 |
| ------ | -------------- | ------------------------- | ------ | ------------------------------------ |
| #1     | 2021年 4月17日 | 自己紹介                  |        | 「二階堂夢のゆるラジ」として放送     |
| #1     | 5月19日        | 体操着でボルダリング      |        | この回より「二階堂夢のキュンです！」 |
| #2     | 6月16日        | キックボクシングに挑戦    |        |                                      |
| #3     | 7月17日        | キックボクシング体験その2 |        |                                      |
| #4     | 8月18日        | アクションを学ぼう        |        |                                      |
| #5     | 9月17日        | エアリアルヨガを学ぼう    |        |                                      |
| #6     | 10月16日       | 最終回、総集編で振り返る  |        |                                      |

## スタッフ
- プロデューサー：高橋慎
- 制作協力：DINO
- 制作著作：ノーマンスリー